# Young Artists for Haiti
Young Artists for Haiti (dt.: junge Künstler für Haiti) ist ein Benefizprojekt zugunsten der Opfer der Erdbebenkatastrophe am 12. Januar 2010 in Haiti. Mehr als 50 vorwiegend kanadische Musiker schlossen sich dafür zusammen und nahmen den Song Wavin’ Flag, ursprünglich vom Rapper K’naan, der auch in dieser Version als Solist auftritt, neu auf.

## Hintergrund
Bob Ezrin komponierte und produzierte das Lied, der Inhalt von K'naans Originalversion wurde umgeändert und handelt von der Erdbebenkatastrophe in Haiti und seinen Folgen. Erstmals wurde das Projekt der Öffentlichkeit bei den Eröffnungsfeierlichkeiten der Olympischen Winterspiele 2010 am 12. Februar vorgestellt. Am 12. März wurde die neue Version unter dem Projektnamen Young Artist for Haiti veröffentlicht, die Einnahmen aus den Projekt, sollen zur Hilfsorganisationen wie Free the Children, War Child Canada und World Vision Canada gehen, diese wiederum verbessern die Lage in Haiti. 
Wavin' Flag debütierte in der Woche zum 27. März 2010 direkt auf Platz 1 der kanadischen Charts. Bei den Juno Awards 2011 wurde der Song als „Single of the Year“ ausgezeichnet.

## Teilnehmende Künstler
Die ist die Liste der Künstler in der Reihenfolge ihres Auftrittes.
Solisten (in der Reihenfolge ihres Auftrittes)
- K’naan
- Nelly Furtado
- Sam Roberts
- Avril Lavigne
- Pierre Bouvier
- Tyler Connolly
- Kardinal Offishall
- Jully Black
- Lights
- Deryck Whibley
- Serena Ryder
- Jacob Hoggard
- Emily Haines
- Hawksley Workman
- Drake
- Chin Injeti
- Ima
- Pierre Lapointe
- Elisapie Isaac
- Esthero
- Corb Lund
- Fefe Dobson
- Nikki Yanofsky
- Matt Mays
- Justin Nozuka
- Justin Bieber

Chorus (in der Reihenfolge ihres Auftrittes)
- Arkells
- Lamar Ashe
- Broken Social Scene
- Torquil Campbell
- Canadian Tenors
- Aion Clarke
- City and Colour
- Tom Cochrane
- Jim Cuddy
- Jim Creeggan
- Kathleen Edwards
- Dave Faber
- Jessie Farrell
- Colin James

- Pat Kordyback
- Brandon Lehti
- Colin MacDonald
- Jay Malinowski
- Stacey McKitrick
- Suzie McNeil
- Stephan Moccio
- Kevin Parent
- Josh Ramsay
- Red 1
- Hayley Sales
- James Shaw
- Shiloh